# 吉原節夫
吉原 節夫（よしはら せつお、1932年〈昭和7年〉4月29日 - ）は、日本の法学者。専門は、民法総則・物権法。高岡法科大学元学長。富山県射水郡伏木町（現・高岡市）出身。

## 経歴

### 来歴
（特に明記なきものは、「高岡法学　第29巻」を参照）
- 1951年　富山県立高岡北部高等学校卒業。
- 1955年　富山大学経済学部卒業。
- 1957年　九州大学大学院法学研究科修士課程修了（指導：舟橋諄一）。
- 1957年　富山大学経済学部助手（文部教官）。
- 1961年　富山大学経済学部専任講師（民法担当）。
- 1964年　富山大学経済学部助教授。
- 1978年　富山大学経済学部教授。
- 1988年　経済学部長・富山大学評議員(〜1994年)。
- 1991年　大学院法学研究科長（〜1994年）。
- 1998年　富山大学停年退官。同名誉教授。高岡法科大学副学長。
- 1999年　高岡法科大学3代学長に就任。
- 2011年　高岡法科大学退職。名誉教授称号。

### 学外活動
（特に明記なきものは、「高岡法学　第29巻」を参照）
- 富山県地方労働委員会会長（1979年〜1989年）
- 富山機会均等調停委員会会長（1994年〜2011年）
- 国土庁国土審議会中部圏特別委員（1994年〜2011年）
- 富山市行政苦情オンブズマン代表（2002年〜2011年）
- 中日本高速道路入札監視委員会会長（2005年〜2011年）
- とやま被害者支援センター副理事長（2006年〜2011年）

### 受賞歴
（特に明記なきものは、「高岡法学　第29巻」を参照）
- 労働大臣表彰(1989年)
- 富山新聞文化賞(1991年)
- 自治大臣表彰(1997年)
- 瑞宝中綬章受章(2011年11月)[2]

## エピソード
- 高等学校時代にロバートソン黎子と同級生であった。

## 著書
- コモンズ・アンドリュウス著、池田直視と共訳『労働法原理』（ミネルヴァ書房 1959上巻/1963年下巻）
- 遠藤浩編『不動産法大系第1巻　売買』（分担執筆 青林書院新社 1970年初版/1975年改訂版）
- 法務省法務総合研究所編『不動産登記をめぐる今日的課題：不動産登記制度100周年記念論文集』（分担執筆 日本加除出版 1987年）
- 『民法をつかむ　総説・総則』（高文堂出版社 1998年初版/2006年新版）